# Acromitus maculosus
Acromitus maculosus is een schijfkwal uit de familie Catostylidae. De kwal komt uit het geslacht Acromitus. Acromitus maculosus werd in 1914 voor het eerst wetenschappelijk beschreven door Light. 